# RAM (vrachtautomerk)
RAM, ofwel R.A. Mimiasie uit Rotterdam was een Nederlands vrachtwagenmerk. Aanvankelijk produceerde men trucks met REO (ex-legertrucks) onderdelen, later DAF componenten. Vanaf begin 70'er jaren begon met MAN componenten (cabines, motoren e.d.) te gebruiken.
Productie was globaal tussen 1967 en 1982